# Roy Ashburn

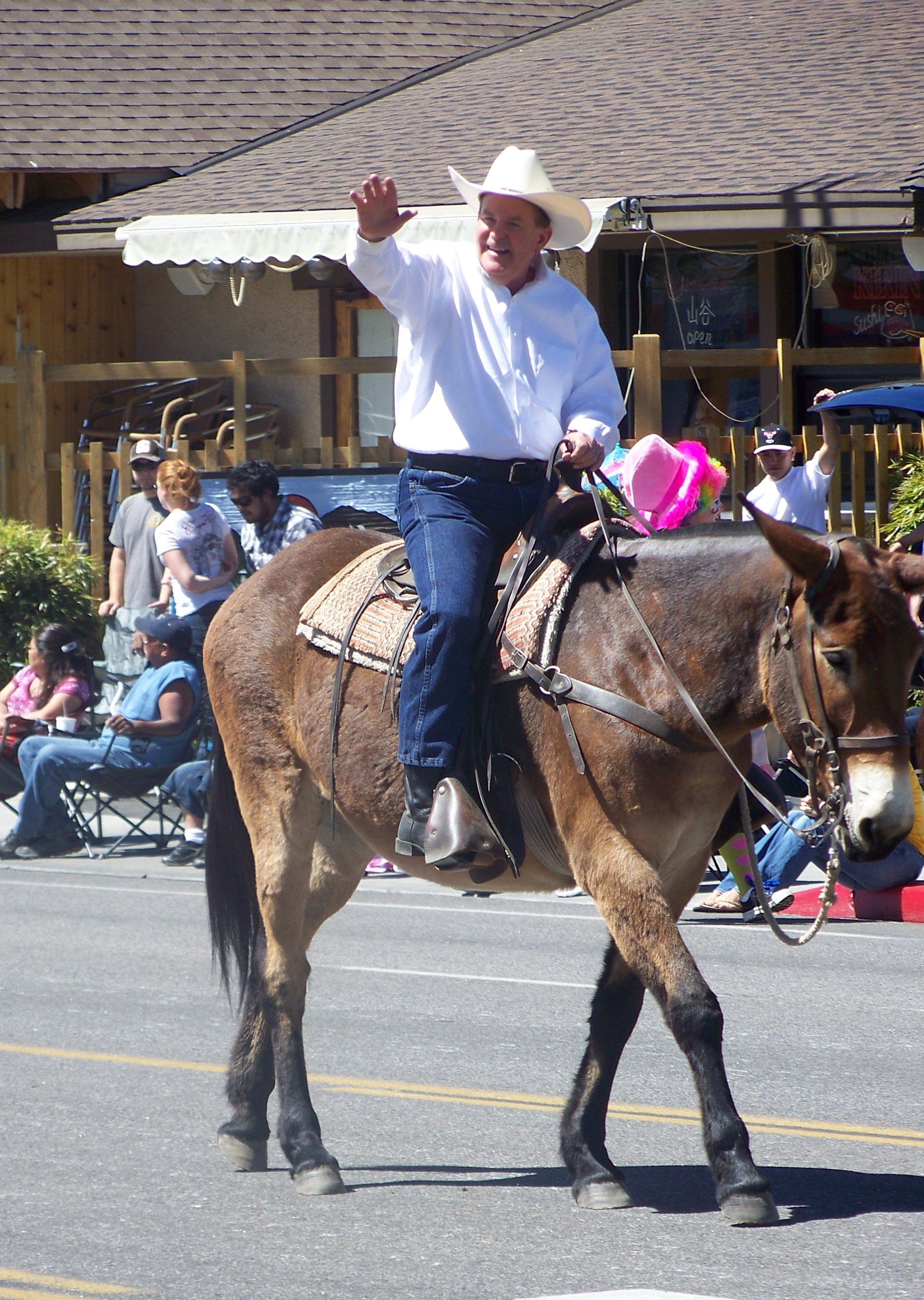
Roy Ashburn in mei 2010 in Bishop (Californië).

Roy Ashburn (Long Beach, 21 maart 1954) is een Amerikaans politicus van de Republikeinse Partij uit Kern County (Californië). Van 1996 tot 2002 zetelde hij in het lagerhuis van zijn thuisstaat Californië, het State Assembly. Van 2002 tot 2010 zetelde Ashburn in de Senaat van Californië. In maart 2010 werd Ashburn gearresteerd voor rijden onder invloed. Hij liet toen weten dat hij van een homobar kwam en dat hij homoseksueel was, hoewel hij daarvoor tegen ieder voorstel ten voordele van de homoseksuele gemeenschap had gestemd. Hij kondigde aan zich niet opnieuw verkiesbaar te stellen. Gouverneur Arnold Schwarzenegger stelde Ashburn sindsdien aan als lid van het California Unemployment Appeals Board.